# Mia Brookes
Mia Brookes (* 19. Januar 2007 in Sandbach, Cheshire) ist eine britische Snowboarderin. Sie startet im Slopestyle und im Big Air.

## Werdegang
Brookes begann mit dem Snowboard fahren im Alter von 18 Monaten im Kidsgrove Ski Centre in Stoke. Seit 2017 nimmt sie an Wettbewerben der World Snowboard Tour und der FIS teil. Dabei gewann sie mehrere Juniorenwettbewerbe und holte in der Saison 2020/21 im Big Air in Davos sowie im Slopestyle in Leysin ihre ersten Siege im Europacup. In der Saison 2021/22 siegte sie sechsmal im Europacup und gewann damit die Slopestyle- sowie die Big-Air-Wertung. Bei den Juniorenweltmeisterschaften 2022 in Leysin holte sie die Silbermedaille im Slopestyle und die Goldmedaille im Big Air. Nach drei ersten Plätzen beim Australia New Zealand Cup im Perisher im Sommer 2022 nahm sie in Chur erstmals am Snowboard-Weltcup teil, wobei sie den neunten Platz im Big Air errang. Im weiteren Saisonverlauf erreichte sie in Laax mit dem zweiten Platz im Slopestyle ihre erste Podestplatzierung im Weltcup und bei den Winter-X-Games 2023 in Aspen den sechsten Platz im Slopestyle. Beim Saisonhöhepunkt, den Snowboard-Weltmeisterschaften 2023 in Bakuriani, wurde sie Weltmeisterin im Slopestyle. Sie ist damit die jüngste Snowboardweltmeisterin aller Zeiten.

## Erfolge

### Weltmeisterschaften
- 2023 Bakuriani: 1. Platz Slopestyle

### X-Games
- 2023 Aspen: 6. Platz Slopestyle
- 2024 Aspen: 1. Platz Slopestyle, 4. Platz Big Air
- 2025 Aspen: 2. Platz Knuckle Huck, 3. Platz Slopestyle, 4. Platz Big Air

### Weltcup
- 11 Podestplätze, davon 3 Siege

| Nr. | Datum            | Ort        | Disziplin  |
| --- | ---------------- | ---------- | ---------- |
| 1.  | 1. Dezember 2024 | Peking     | Big Air    |
| 2.  | 5. Januar 2025   | Klagenfurt | Big Air    |
| 3.  | 18. Januar 2025  | Laax       | Slopestyle |

### Weltcup-Gesamtplatzierungen
| Saison  | Park & Pipe | Park & Pipe | Slopestyle | Slopestyle | Big Air | Big Air |
| Saison  | Punkte      | Platz       | Punkte     | Platz      | Punkte  | Platz   |
| ------- | ----------- | ----------- | ---------- | ---------- | ------- | ------- |
| 2022/23 | 204         | 10.         | 130        | 3.         | 74      | 14.     |
| 2023/24 | 282         | 6.          | 32         | 19.        | 250     | 1.      |
| 2024/25 | 500         | 1.          | 300        | 2.         | 305     | 1.      |

### Europacup
- 8 Podestplätze, davon 6 Siege

| Datum             | Ort           | Land        | Disziplin  |
| ----------------- | ------------- | ----------- | ---------- |
| 19. Februar 2021  | Davos         | Schweiz     | Big Air    |
| 11. März 2021     | Leysin        | Schweiz     | Slopestyle |
| 19. November 2021 | Landgraaf     | Niederlande | Slopestyle |
| 28. Januar 2022   | Crans-Montana | Schweiz     | Big Air    |
| 25. Februar 2022  | Götschen      | Deutschland | Slopestyle |
| 26. Februar 2022  | Götschen      | Deutschland | Big Air    |

### Australian New Zeland Cup
- 3 Siege

| Datum          | Ort      | Land       | Disziplin  |
| -------------- | -------- | ---------- | ---------- |
| 1. August 2022 | Perisher | Australien | Slopestyle |
| 2. August 2022 | Perisher | Australien | Slopestyle |
| 2. August 2022 | Perisher | Australien | Big Air    |

### Juniorenweltmeisterschaften
- Leysin 2022: 1. Big Air, 2. Slopestyle